# Confermazione

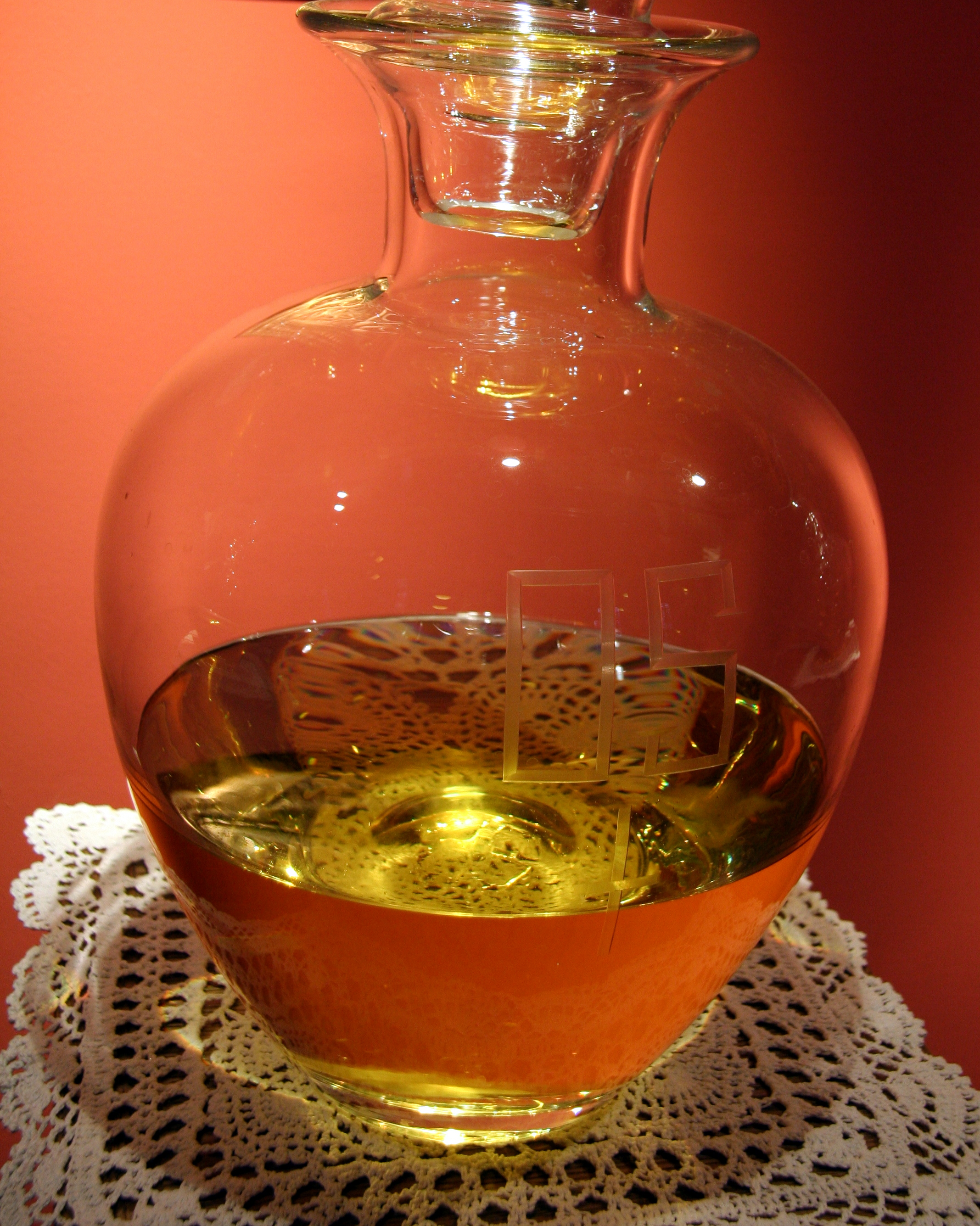
Un vasetto di olio consacrato (crisma) usato nel sacramento

La confermazione (meglio nota come cresima) è un sacramento della Chiesa cattolica, ortodossa e della chiesa Anglicana, che esprime la discesa dello Spirito Santo sui credenti tramite l'imposizione delle mani da parte degli apostoli e dai loro successori, i vescovi. È presente anche presso le chiese cristiane protestanti (luterane e riformate), pur non essendo considerato un sacramento.
Il termine «confermazione» proviene dal latino confirmare che significa "rendere stabile" o "rafforzare". Ne deriva che la cresima, come afferma il catechismo della Chiesa cattolica, apporta una crescita e un approfondimento della grazia battesimale. E afferma anche: "Dal momento che Battesimo, Confermazione ed Eucaristia costituiscono un tutto unitario, ne deriva che «i fedeli sono obbligati a ricevere tempestivamente questo sacramento»; senza la confermazione e l'eucaristia, infatti, il sacramento del Battesimo è certamente valido ed efficace, ma l'iniziazione cristiana rimane incompiuta". (CCC 1306)
Inoltre il sacramento della confermazione non va inteso nel senso di dare una conferma da adulti al battesimo ricevuto da bambini, come lo stesso catechismo ricorda: "Se talvolta si parla della Confermazione come del «sacramento della maturità cristiana», non si deve tuttavia confondere l'età adulta della fede con l'età adulta della crescita naturale, e neppure dimenticare che la grazia del Battesimo è una grazia di elezione gratuita e immeritata, che non ha bisogno di una «ratifica» per diventare effettiva. Lo ricorda san Tommaso:
« L'età fisica non condiziona l'anima. Quindi anche nell'età della puerizia l'uomo può ottenere la perfezione dell'età spirituale di cui la Sapienza (4,8) dice: "Vecchiaia veneranda non è la longevità, né si calcola dal numero degli anni". È per questo che molti, nell'età della fanciullezza, avendo ricevuto la forza dello Spirito Santo, hanno combattuto generosamente per Cristo fino al sangue»". (CCC 1308)
Tuttavia questo sacramento veniva e viene tuttora eseguito subito dopo il battesimo agli adulti, e viene conferito come confermazione a chi fu battezzato da bambino, è naturale che il termine "confermazione" va anche a intendere "rafforzamento".

## Dati storici e teologici

### Origini del nome
Questo sacramento, all'inizio, non aveva un nome specifico, ma veniva identificato con il rito stesso con cui veniva amministrato, ossia imposizione delle mani.
Per un certo periodo (VII secolo) venne da alcuni identificato con il termine greco σφραγίς [sfraghìs], in latino signaculum o consignatio, ossia "sigillo". Ci si riferiva con questo al segno di Cristo, impresso simbolicamente con l'olio sulla fronte del neofita all'atto della sua iniziazione alla fede, per indicare la "proprietà" di Cristo su quella persona (allo stesso modo in cui i soldati si imprimevano sulla fronte il segno del loro capo, e agli schiavi veniva impresso il sigillo del loro padrone).
A partire dal XV secolo comincia a diventare comune l'uso del termine confirmatio (greco «βεβαίωσις» [bebàiōsis] , "confermazione"), sia nel senso di completamento, perfezionamento della grazia del Battesimo, sia nel senso di irrobustimento, fortificazione.
Infine il termine "cresima", dal greco χρίσμα [crìsma], "unzione", entra in uso in tempi più tardi, e vuole esprimere sia il gesto dell'unzione, sia la materia con la quale è compiuta.

### Origini del sacramento
Le radici della confermazione si trovano nel Nuovo Testamento. Per esempio negli Atti degli Apostoli 8:14–17:
Inoltre, nel Vangelo di Giovanni Cristo parla della discesa dello Spirito Santo sugli apostoli (14:15-26). Più avanti, dopo la Resurrezione, Gesù soffia su di loro ed essi ricevono lo Spirito Santo (20:22) azione questa che sarà completata nel giorno di Pentecoste (Atti 2:1-4). Da questo momento in poi, il Nuovo Testamento riporta che gli apostoli trasmettono lo Spirito Santo sui fedeli con l'imposizione delle mani.
Nella Lettera agli Efesini 4:30 troviamo un riferimento alla confermazione come "sigillo":
Nella Lettera agli Ebrei 6:1-3 troviamo la confermazione fra le "fondamenta" della fede:
Nel Nuovo Testamento vi è una differenza chiara fra l'imposizione delle mani per la confermazione e quella per l'ordinazione sacerdotale. Nel primo caso, citiamo gli Atti degli Apostoli 9:17:
Nel secondo caso citiamo gli Atti degli Apostoli 13:2-3:
La confermazione viene vista chiaramente nell'episodio riguardante Simone Mago negli Atti degli Apostoli 8:8-24:

### Riferimenti biblici
Riferimenti alla confermazione si trovano in vari libri dell'Antico Testamento. Vediamo per esempio Gioele 1:
Nel libro del profeta Ezechiele inoltre troviamo una chiara distinzione fra il battesimo (Ez 36,25) e la confermazione (Ez 36,27):
Nel Vangelo di Giovanni (14:26, 16:7-8) infatti Gesù così descrive l'effetto della confermazione:
Ora io vi dico la verità: è bene per voi che io me ne vada, perché, se non me ne vado, non verrà a voi il Consolatore; ma quando me ne sarò andato, ve lo manderò. E quando sarà venuto, egli convincerà il mondo quanto al peccato, alla giustizia e al giudizio.»

### Confronti dottrinali
Sebbene vi sia chi confronti le origini storiche della confermazione ad altre religioni quale il mitraismo, si tratta di studi non conclusivi giacché i confronti dottrinali sono resi difficili dalla scarsità ed eterogeneità delle fonti sul mitraismo, comunque molto posteriori a Cristo.

## Pratica rituale e sacramentale

### Nelle Chiese cattolica e ortodossa

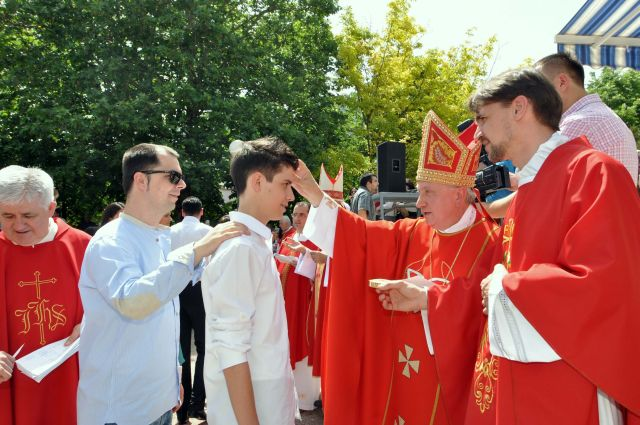
Mons. Luigi Pezzuto, nunzio apostolico in Bosnia ed Erzegovina, amministra il sacramento della confermazione ad un ragazzo durante una celebrazione eucaristica tenutasi a Mostar il 19 maggio 2013

Per le Chiese cattolica e ortodossa il sacramento, strumento di grazia, è un'occasione per il credente di ricevere "l'aiuto" divino nella propria vita di fede.
La confermazione fa parte, insieme al battesimo e all'eucaristia, dei sacramenti dell'iniziazione cristiana. Il battesimo incorpora il fedele alla Chiesa, il "popolo di Dio", l'eucaristia sostiene il fedele nel cammino verso la "città celeste", mentre è ancora in quella "terrena", la confermazione conferma l'impegno del credente nella fede e nell'essere testimone della Parola di Dio.
Il termine cresima come detto ha la stessa origine del termine Cristo, derivano infatti dalla parola greca crisma, "unzione". Come Gesù Cristo è l'"Unto", "il Fedele", "l'Amen" che attua fedelmente il disegno del Padre, così la cresima è il sacramento che rende il cristiano capace di seguire fedelmente Cristo. Come Cristo è sacerdote, profeta e re, così il cristiano con la cresima conferma la consacrazione di sacerdote, re e profeta ricevuta nel suo battesimo. In passato il catechismo affermava che la cresima rende "perfetti cristiani e soldati di Gesù Cristo"; l'espressione era collegata con il rituale del buffetto che è un retaggio di investitura militaresca: come nell'esercito romano si dava la alapa militaris (uno schiaffo che simboleggiava una prima ferita), ripresa nelle investiture cavalleresche di "addobbamento", così il vescovo dava un piccolo buffetto sulla guancia destra.
Il rito della cresima differisce nella Chiesa cattolica latina e in quelle orientali, sia cattoliche che ortodosse. In quelle orientali si ricevono, ancora neonati, contemporaneamente tutti e tre i sacramenti della iniziazione.
La Chiesa cattolica latina dispone che "il sacramento della confermazione venga conferito ai fedeli all'incirca all'età della discrezione, a meno che la Conferenza episcopale non abbia determinata un'altra età o non vi sia il pericolo di morte oppure, a giudizio del ministro, non suggerisca diversamente una grave causa" (canone 891 del Codice di diritto canonico).
Le Chiese orientali (cattoliche e ortodosse), considerando questo sacramento come "effusione della grazia", ritengono opportuno conferirlo già ai neonati al momento del battesimo. I cattolici latini, invece, ritengono conveniente conferirlo quando la persona è consapevole di ciò che sta ricevendo, tanto da richiedere, una catechesi di preparazione (CCC 1309). In passato la Chiesa latina conferiva il sacramento della Cresima poco prima della "prima comunione", la prima volta in cui si partecipava all'eucaristia. Una pratica del genere viene ora riproposta dal sinodo dei vescovi per ristabilire l'ordine teologico dei primi tre sacramenti.
La Chiesa latina prevede anche la presenza di un padrino o madrina, cristiano già cresimato, che accompagni il "cresimando" a ricevere il sacramento, mentre le Chiese orientali, che conferiscono il sacramento subito dopo il battesimo, al quale è presente il padrino o madrina, non ritengono necessario legiferare sulla loro presenza anche alla cresima.
Nonostante queste diversità, entrambe le Chiese attribuiscono a questo sacramento una funzione identica. Del resto, prevedono che a conferire il sacramento sia il vescovo o un sacerdote autorizzato, che unge la fronte del cresimando, dopo avere chiesto allo stesso, o ai genitori in sua vece se neonato, di assumere l'impegno a una vita cristiana coerente con i valori evangelici.
Sono state più volte contestate le recenti posizioni di molte conferenze episcopali che hanno deciso di restituire l'antica disciplina e di non ritardare più l'amministrazione del sacramento fino all'età di quattordici o sedici anni, come in recenti decenni avveniva con il risultato di fare del Sacramento quasi un rito di passaggio all'età adulta.
Chi interpreta il sacramento come solo o principalmente una professione di fede e di conferma della propria appartenenza a una confessione religiosa (dando così alla parola "confermazione" un senso attivo di qualcosa compiuto dal cresimando) non vede di buon occhio la sua amministrazione, come si usa in alcuni paesi, a bambini di solo sette o otto anni.
Invece, nel contesto del sacramento, la Chiesa cattolica-romana interpreta la parola "confermazione" in senso passivo nei riguardi del cresimando e in senso attivo dello Spirito Santo per mezzo del rito: "Il sacramento della confermazione, che imprime il carattere e per il quale i battezzati, proseguendo il cammino dell'iniziazione cristiana, sono arricchiti del dono dello Spirito Santo e vincolati più perfettamente alla Chiesa, "corrobora coloro che lo ricevono" e li obbliga più strettamente a essere con le parole e le opere testimoni di Cristo e a diffondere e difendere la fede" (canone 879 del Codice di diritto canonico).

### Nel protestantesimo

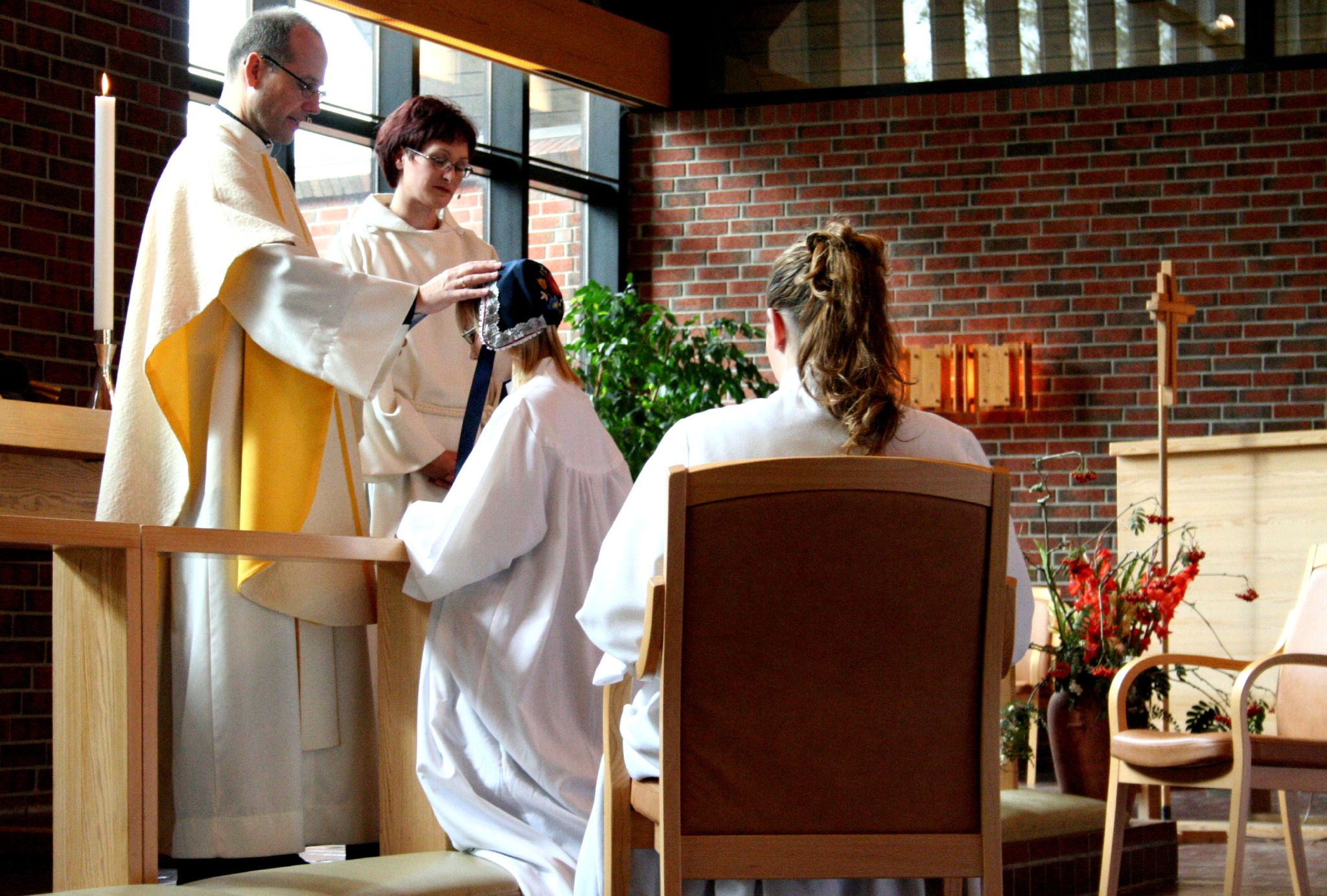
Confermazione conferita a una ragazza della Chiesa di Norvegia

Il rito della confermazione continua a essere praticato nelle Chiese riformate e presbiteriane e, in genere, quelle che praticano il battesimo dei bambini. La sua legittimità biblica, però, e la pratica che se ne fa, viene sempre più spesso messa in questione. Esse affermano che:
- la confermazione non è un sacramento, ma un antico rito della Chiesa che deriva dagli apostoli quando imponevano le mani su coloro che venivano battezzati;
- in esso i candidati ratificano e confermano i voti fatti in loro nome da coloro che li hanno portati nella loro infanzia al battesimo;
- esso dà l'opportunità a coloro che sono stati battezzati nella loro infanzia di rinnovare e di confermare loro stessi i voti fatti al momento del battesimo;
- in esso le persone, con un'aperta confessione di fronte agli uomini, riconoscono Gesù Cristo, il figlio di Dio, come loro Signore e salvatore ["Chiunque perciò mi riconoscerà, davanti agli uomini, io pure lo riconoscerò davanti al Padre mio che è nei cieli. Ma chiunque mi rinnegherà davanti agli uomini, io pure lo rinnegherò davanti al Padre mio che è nei cieli" (Matteo 10:32,33); …poiché se confessi con la tua bocca il Signore Gesù, e credi nel tuo cuore che Dio lo ha risuscitato dai morti, sarai salvato. Con il cuore infatti si crede per ottenere giustizia e con la bocca si fa confessione, per ottenere salvezza" (Romani 10:9,10)].
- Hanno il dovere di fare questa confessione di fede tutti i cristiani che hanno raggiunto l'età della discrezione o responsabilità, che si rendono conto di essere peccatori e che senza ravvedimento verso Dio e fede in Gesù Cristo, sono perduti.

Nella Chiesa anglicana la confermazione assume natura di rito "sacramentale", cioè non di sacramento vero e proprio, ma di pratica che attribuisce un bene spirituale al fedele. Il ramo "cattolico" dell'anglicanesimo attribuisce a tale istituto, però, un vero e proprio valore sacramentale.
La legittimità della confermazione è spesso posta in discussione, nelle chiese evangeliche, sotto diversi aspetti:
1. la sua discutibile giustificazione biblica;
2. il fatto che diventi spesso solo una tradizione che si pratica per consuetudine senza una reale persuasione di fede del candidato e quindi che le si attribuisca il valore solo di "rito di passaggio" indipendente da un autentico impegno nella vita cristiana (tipica la situazione di molti confermati che, dopo questa cerimonia "non si vedono più in chiesa");
3. la necessità di spostarla in avanti nel tempo, per le chiese che "confermano" adolescenti troppo giovani per intenderne effettivamente la valenza.